# Grand Prix Brazílie 1981
Grand Prix Brazílie 1981 (oficiálně X Grande Prêmio do Brasil) se jela na okruhu Jacarepagua v Rio de Janeiro v Brazílii dne 29. března 1981. Závod byl druhým v pořadí v sezóně 1981 šampionátu Formule 1.

## Kvalifikace
| Poř.   | No. | Jezdec                | Konstruktér     | Časy v kvalifikaci | Časy v kvalifikaci | Ztráta |
| Poř.   | No. | Jezdec                | Konstruktér     | Q1                 | Q2                 | Ztráta |
| ------ | --- | --------------------- | --------------- | ------------------ | ------------------ | ------ |
| 1      | 5   | Nelson Piquet         | Brabham-Ford    | 1:35.786           | 1:35.079           | —      |
| 2      | 2   | Carlos Reutemann      | Williams-Ford   | 1:35.390           | 1:36.000           | +0.311 |
| 3      | 1   | Alan Jones            | Williams-Ford   | 1:36.337           | 1:36.690           | +1.258 |
| 4      | 29  | Riccardo Patrese      | Arrows-Ford     | 1:37.231           | 1:36.667           | +1.588 |
| 5      | 15  | Alain Prost           | Renault         | 1:37.147           | 1:36.670           | +1.591 |
| 6      | 23  | Bruno Giacomelli      | Alfa Romeo      | 1:38.682           | 1:37.283           | +2.204 |
| 7      | 27  | Gilles Villeneuve     | Ferrari         | 1:37.975           | 1:37.497           | +2.418 |
| 8      | 16  | René Arnoux           | Renault         | 1:38.985           | 1:37.561           | +2.482 |
| 9      | 22  | Mario Andretti        | Alfa Romeo      | 1:37.933           | 1:37.597           | +2.518 |
| 10     | 11  | Elio de Angelis       | Lotus-Ford      | 1:38.352           | 1:37.734           | +2.655 |
| 11     | 6   | Héctor Rebaque        | Brabham-Ford    | 1:38.225           | 1:37.777           | +2.698 |
| 12     | 20  | Keke Rosberg          | Fittipaldi-Ford | 1:37.981           | 1:39.371           | +2.902 |
| 13     | 12  | Nigel Mansell         | Lotus-Ford      | 1:38.861           | 1:38.003           | +2.924 |
| 14     | 3   | Eddie Cheever         | Tyrrell-Ford    | 1:38.160           | 1:38.521           | +3.081 |
| 15     | 7   | John Watson           | McLaren-Ford    | 1:40.057           | 1:38.263           | +3.184 |
| 16     | 26  | Jacques Laffite       | Ligier-Matra    | 1:38.273           | 1:38.713           | +3.194 |
| 17     | 28  | Didier Pironi         | Ferrari         | 1:39.229           | 1:38.565           | +3.486 |
| 18     | 14  | Marc Surer            | Ensign-Ford     | 1:39.296           | 1:38.570           | +3.491 |
| 19     | 33  | Patrick Tambay        | Theodore-Ford   | 1:38.726           | 1:39.668           | +3.647 |
| 20     | 8   | Andrea de Cesaris     | McLaren-Ford    | 1:39.409           | 1:38.780           | +3.701 |
| 21     | 30  | Siegfried Stohr       | Arrows-Ford     | 1:40.297           | 1:39.190           | +4.111 |
| 22     | 21  | Chico Serra           | Fittipaldi-Ford | 1:39.326           | 1:39.396           | +4.247 |
| 23     | 25  | Jean-Pierre Jarier    | Ligier-Matra    | —                  | 1:39.398           | +4.319 |
| 24     | 4   | Ricardo Zunino        | Tyrrell-Ford    | 1:41.036           | 1:39.798           | +4.719 |
| 25     | 9   | Jan Lammers           | ATS-Ford        | 1:40.339           | 1:39.844           | +4.765 |
| 26     | 25  | Jean-Pierre Jabouille | Ligier-Matra    | 1:40.306           | Odvolán            | +5.227 |
| 27     | 32  | Beppe Gabbiani        | Osella-Ford     | 1:41.954           | 1:40.709           | +5.630 |
| 28     | 31  | Miguel Angel Guerra   | Osella-Ford     | 1:40.984           | 1:44.482           | +5.905 |
| 29     | 18  | Eliseo Salazar        | March-Ford      | 1:44.730           | 1:43.267           | +8.188 |
| 30     | 17  | Derek Daly            | March-Ford      | Bez času           | Bez času           | —      |
| Zdroj: |     |                       |                 |                    |                    |        |

## Závod
| Poř.   | No. | Jezdec              | Konstruktér     | Počet kol | Čas/Odstoupení  | Pořadí na startu | Body |
| ------ | --- | ------------------- | --------------- | --------- | --------------- | ---------------- | ---- |
| 1      | 2   | Carlos Reutemann    | Williams-Ford   | 62        | 2:00:23.66      | 2                | 9    |
| 2      | 1   | Alan Jones          | Williams-Ford   | 62        | + 4.44          | 3                | 6    |
| 3      | 29  | Riccardo Patrese    | Arrows-Ford     | 62        | + 1:03.08       | 4                | 4    |
| 4      | 14  | Marc Surer          | Ensign-Ford     | 62        | + 1:17.03       | 18               | 3    |
| 5      | 11  | Elio de Angelis     | Lotus-Ford      | 62        | + 1:26.42       | 10               | 2    |
| 6      | 26  | Jacques Laffite     | Ligier-Matra    | 62        | + 1:26.83       | 16               | 1    |
| 7      | 25  | Jean-Pierre Jarier  | Ligier-Matra    | 62        | + 1:30.25       | 23               |      |
| 8      | 7   | John Watson         | McLaren-Ford    | 61        | + 1 kolo        | 15               |      |
| 9      | 20  | Keke Rosberg        | Fittipaldi-Ford | 61        | + 1 kolo        | 12               |      |
| 10     | 33  | Patrick Tambay      | Theodore-Ford   | 61        | + 1 kolo        | 19               |      |
| 11     | 12  | Nigel Mansell       | Lotus-Ford      | 61        | + 1 kolo        | 13               |      |
| 12     | 5   | Nelson Piquet       | Brabham-Ford    | 60        | + 2 kola        | 1                |      |
| 13     | 4   | Ricardo Zunino      | Tyrrell-Ford    | 57        | + 5 kol         | 24               |      |
| NC     | 3   | Eddie Cheever       | Tyrrell-Ford    | 49        | Neklasifikován  | 14               |      |
| NC     | 23  | Bruno Giacomelli    | Alfa Romeo      | 40        | Neklasifikován  | 6                |      |
| Ret    | 27  | Gilles Villeneuve   | Ferrari         | 25        | Turbo           | 7                |      |
| Ret    | 6   | Héctor Rebaque      | Brabham-Ford    | 22        | Řízení          | 11               |      |
| Ret    | 15  | Alain Prost         | Renault         | 20        | Kolize          | 5                |      |
| Ret    | 30  | Siegfried Stohr     | Arrows-Ford     | 20        | Nehoda          | 21               |      |
| Ret    | 28  | Didier Pironi       | Ferrari         | 19        | Kolize          | 17               |      |
| Ret    | 8   | Andrea de Cesaris   | McLaren-Ford    | 9         | Motor           | 20               |      |
| Ret    | 16  | René Arnoux         | Renault         | 0         | Kolize          | 8                |      |
| Ret    | 22  | Mario Andretti      | Alfa Romeo      | 0         | Kolize          | 9                |      |
| Ret    | 21  | Chico Serra         | Fittipaldi-Ford | 0         | Kolize          | 22               |      |
| DNQ    | 9   | Jan Lammers         | ATS-Ford        |           |                 |                  |      |
| DNQ    | 32  | Beppe Gabbiani      | Osella-Ford     |           |                 |                  |      |
| DNQ    | 31  | Miguel Angel Guerra | Osella-Ford     |           |                 |                  |      |
| DNQ    | 18  | Eliseo Salazar      | March-Ford      |           |                 |                  |      |
| DNQ    | 17  | Derek Daly          | March-Ford      |           |                 |                  |      |
| DNP    | 14  | Ricardo Londoño     | Ensign-Ford     |           | Vůz řídil Surer |                  |      |
| Zdroj: |     |                     |                 |           |                 |                  |      |

Poznámky
1. ↑  Kolumbijskému jezdci Ricardu Londoñovi byla odepřena superlicence, kvůli tomu nemohl nastoupit do závodu.

## Průběžné pořadí po závodě
Pohár jezdců
| Pořadí | Jezdec           | Body |
| ------ | ---------------- | ---- |
| 1      | Alan Jones       | 15   |
| 2      | Carlos Reutemann | 15   |
| 3      | Nelson Piquet    | 4    |
| 4      | Riccardo Patrese | 4    |
| 5      | Mario Andretti   | 3    |
| Zdroj: |                  |      |

Pohár konstruktérů
| Pořadí | Konstruktér   | Body |
| ------ | ------------- | ---- |
| 1      | Williams-Ford | 30   |
| 2      | Brabham-Ford  | 4    |
| 3      | Arrows-Ford   | 4    |
| 4      | Alfa Romeo    | 3    |
| 5      | Ensign-Ford   | 3    |
| Zdroj: |               |      |